# Bronisława Cychańska
Bronisława Cychańska (ur. 16 maja 1909 w Wólce Turebskiej, zm. 16 maja 1981) – polska nauczycielka, posłanka na Sejm PRL III kadencji.

## Życiorys
Córka Walentego. Uzyskała wykształcenie średnie, z zawodu nauczycielka. Wstąpiła do Polskiej Zjednoczonej Partii Robotniczej, pełniła funkcję sekretarz Wojewódzkiego Zarządu Towarzystwa Szkoły Świeckiej w Opolu, należała również do Towarzystwa Przyjaźni Polsko-Radzieckiej. W 1961 została wybrana posłem na Sejm PRL w okręgu Krosno. W trakcie kadencji zasiadała w Komisji Oświaty i Nauki.
Odznaczona Srebrnym Krzyżem Zasługi (1956) i Medalem 10-lecia Polski Ludowej (1955).
Pochowana na cmentarzu komunalnym w Opolu (1G/1/124).